# Josef Gönitzer
Josef Gönitzer (* 1946 in Seekirchen am Wallersee) ist ein österreichischer Politiker (SPÖ). Er war von 2008 bis 2009 Abgeordneter zum Salzburger Landtag.

## Ausbildung und Beruf
Gönitzer absolvierte von 1960 bis 1964 eine Lehre als Speditionskaufmann und Kaufmannsgehilfe bei der Spedition Lagermax in Salzburg und war danach als Spediteur bei den Firmen Rohner & Gehrig und Friese beschäftigt. Ab 1971 arbeitete er als Versandleiter sowie Im- und Exportmanager bei der Firma Herbert Tulipan, später Demag Fördertechnik. 1981 wechselte Gönitzer als Filialleiter zur Spedition Bischof in Salzburg und war 1983/84 im Transport und Zollmanagement bei der Firma Brigitte Geschenke tätig.
Gönitzer war ab 1. Jänner 1985 als ÖGB Sekretär beschäftigt und von 1985 bis 1991 ÖGB/GPA Sekretär für die Industrieangestellten des Landes Salzburg. Ab 1991 arbeitete er bis zu seiner Pensionierung als Landessekretär des ÖGB/HGPD und war für Hotels, das Gastgewerbe sowie andere Dienstleistungsbranchen zuständig. Gönitzer studiert seit seiner Pensionierung Politikwissenschaft.

## Politik
Gönitzer war Vorsitzender der SPÖ-Ortsorganisation Oberndorf bei Salzburg. Er war während seiner Lehrzeit dem ÖGB und der SPÖ beigetreten und wirkte bis zu seinem Präsenzdienst als Jugendfunktionär des ÖGP/GPA. Seit 1982 engagiert er sich in der SPÖ Oberndorf und war von 1986 bis 1994 Vizebürgermeister der Gemeinde.
Gönitzer rückte nach dem Rückzug von Johann Holztrattner am 17. Dezember 2008 in den Salzburger Landtag nach und war Bereichssprecher für Wirtschaft, Energie und Kultur. Da er bei der Landtagswahl 2009 von der SPÖ nur auf eine hintere Position gereiht wurde, schied er per 22. April 2009 wieder aus dem Landtag aus.

## Privates
Gönitzer ist Vater zweier Kinder.

## Auszeichnungen
- Ehrenbecher der Landeshauptfrau (2010)[3]